# Softly Whispering I Love You
"Softly Whispering I Love You" é uma canção composta por Roger Greenaway e Roger Cook e gravada originalmente pelos mesmos compositores, formando dupla sob o nome de David & Jonathan. Alcançou o número 23 no Top 40 da parada australiana de singles, do Go-Set.
Esta canção foi coberta pelo conjunto pop britânico Congregation, alcançando o número 4 no Reino Unido e primeira posição na África do Sul e na Nova Zelândia.
Paul Young a regravou para o seu álbum Other Voices, e alcançou a posição de número 21 na parada britânica de singles.[carece de fontes?]